# دوشنیتس
دوشنیتس (به آلمانی: Döschnitz) یک شهر  در آلمان است که در زارفلد-رودلشتات واقع شده‌است. دوشنیتس ۳۱۱ نفر جمعیت دارد.